# Orthotrichum hookeri
Orthotrichum hookeri är en bladmossart som beskrevs av William M. Wilson och Mitten 1859. Orthotrichum hookeri ingår i släktet hättemossor, och familjen Orthotrichaceae. Inga underarter finns listade i Catalogue of Life.